# Harold Rhodes

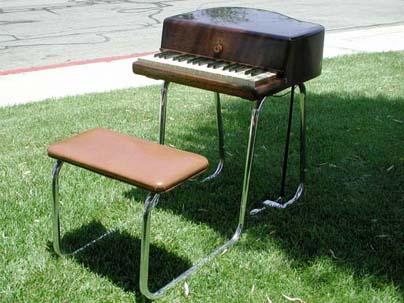
De in 1946 uitgevonden Pre-Piano

Harold Burroughs Rhodes (San Fernando, 28 december 1910 - Canoga Park, 17 december 2000) is de bedenker van de naar hem genoemde Rhodes piano.
Rhodes was pianoleraar van beroep, en ontwierp tijdens de Tweede Wereldoorlog een akoestische piano met een bereik van tweeënhalf octaaf, de Xylette. Dit akoestische instrument kon in bed bespeeld worden en werd gebruikt bij therapie voor gewond geraakte militairen.
Na de oorlog ontwierp Rhodes een elektrische piano, de Pre-Piano, bedoeld voor kinderen op de lagere school. Rhodes werkte verder aan andere modellen. In 1959 ging zijn bedrijfje een joint venture aan met Fender dat de productie in handen nam. Daarom wordt de piano van Rhodes vaak "Fender Rhodes" genoemd.
Rhodes had sinds 1997 weer de rechten op het merk Rhodes. Hij kon zijn droom, het opnieuw in productie nemen van zijn piano, echter niet meer meemaken.
Hij overleed 11 dagen voor zijn 90ste verjaardag aan complicaties bij een longontsteking. Rhodes was driemaal getrouwd en had vijf kinderen en zes stiefkinderen.